# دوماخووو (استان لهستان بزرگ‌تر)
دوماخووو (به لهستانی:  Domachowo) یک روستا در لهستان است که در گمینا کروبیا واقع شده‌است. دوماخووو ۴۷۲ نفر جمعیت دارد.